# Handelsrecht (Bulgarien)
Das Handelsrecht in Bulgarien reguliert die Geschäftstätigkeit der Kaufleute. Im bulgarischen Handelsgesetz (bulgarisch Търговски закон) findet sich die rechtliche Regelung des Handelsrechts. Theoretisch wird das Handelsrecht in zwei Teilen abgesondert – Allgemeiner Teil und Handelsgeschäfte. Die Vorschriften des Handelsrechts betreffen die kaufmännischen Beziehungen unter den Geschäftspartnern und die wettbewerbsrechtlichen und gesellschaftsrechtlichen Beziehungen jedes Kaufmannes zu anderen Unternehmern.

## Allgemeiner Teil

### Kaufleute
Der Kaufmann nimmt am Handelsverkehr teil. Seine Rechtsstellung und Tätigkeit sind detailliert im Handelsgesetz geregelt. Im Artikel 1 HG liegen drei Tatbestandsvoraussetzungen dieser Rechtsfigur vor:
- der Kaufmann ist eine natürliche oder eine juristische Person,
- die die im Art. 1 Abs. 1 HG aufgezählten Geschäften treibt
- und diese Geschäfte gewerbsmäßig führt.

### Handelsfirma
Die Firma eines Kaufmanns ist der Name, unter dem er im Handel seine Geschäfte betreibt und die Unterschrift abgibt. Die Firma der Zweigniederlassung enthält die Firma des Kaufmanns und den Zusatz „Zweigniederlassung“. Als eine Gesamtheit von Rechten, Verbindlichkeiten und faktischen Beziehungen kann das Unternehmen durch ein Geschäft übertragen werden, das für seine Wirksamkeit der Schriftform und der notariellen Beglaubigung der Unterschriften bedarf. Die Unternehmensübertragung ist im Handelsregister sowohl in der Firmensache des Veräußerers als auch des Rechtsnachfolgers einzutragen. Jeder Kaufmann ist verpflichtet, Bücher zu führen und in diesen die Lage seines Betriebsvermögens ersichtlich zu machen. Die Geschäftsvorfälle sind in chronologischer Reihenfolge zu erfassen.

### Handelsregister
Damit die Regelungen des europäischen Handelsrechts erfüllt werden, wurde in Bulgarien ein Handelsregister (bulgarisch Търговски регистър) eingerichtet. Das Verfahren vor dem Handelsregister ist im bulgarischen Gesetz über Handelsregister (bulgarisch Закон за търговския регистър) und in der Verordnung über die Einrichtung und Führung des Handelsregisters (bulgarisch Наредба № 1 от 14 февруари 2007 г. за водене, съхраняване и достъп до търговския регистър). Im Handelsregister werden unterschiedliche Umstände der Rechtslage des Kaufmanns öffentlich zugänglich. Auf diese Weise werden die rechtlichen Interessen von Drittpersonen und des Kaufmanns selbst geschützt. Laut Art. 6 Abst. 2 HG muss der Umstand innerhalb von sieben Tagen nach dem Eintritt veröffentlicht werden. Die Eintragung ins Handelsregister wirkt unterschiedlich aus – es hat eine Erklärungswirkung – es wird vermutet, dass Drittpersonen über die veröffentlichten Umstände informiert sind. Die Eintragung kann eine konstitutive Wirkung haben – in diesem Fall rufen die einer Veröffentlichung unterliegenden Umstände keine Rechtswirkung hervor, bevor diese ins Handelsregister eingetragen werden. Die konstitutive Wirkung ist im Prinzip eine Ausnahme. Die Eintragung von Umständen in Verbindung mit den Kaufleuten in Handelsregister hat in der Regel nur eine Erklärungswirkung. Die im Handelsregister eingetragenen Umstände gelten als wahr, deshalb kann jeder ihr vertrauen. Anderseits, wenn ein Umstand nicht eingetragen wurde, gilt er als nicht bestehend.
Die Handelsgesellschaft ist eine Vereinigung von zwei oder mehreren Personen zum Betrieb von Handelsgeschäften mit gemeinsamen Mitteln. In einigen durch Gesetz bestimmten Fällen kann auch eine Einzelperson eine Gesellschaft errichten. Die Handelsgesellschaften sind juristische Personen.
Handelsgesellschaften laut HG sind:
1. die offene Handelsgesellschaft;
2. die Kommanditgesellschaft;
3. die Gesellschaft mit beschränkter Haftung;
4. die Aktiengesellschaft;
5. die Kommanditgesellschaft auf Aktien.

### Offene Handelsgesellschaft
Die offene Handelsgesellschaft ist eine von zwei oder mehreren Personen errichtete Gesellschaft, deren Zweck in dem Betrieb eines Handelsgewerbes unter gemeinschaftlicher Firma besteht. Die Gesellschafter haften als Gesamtschuldner und unbeschränkt. Grundsätzlich ist jeder Gesellschafter zur Geschäftsführung berechtigt, es sei denn, dass im Gesellschaftsvertrag die Geschäftsführung einem oder mehreren Gesellschaftern oder einem Dritten übertragen ist. Wer in eine bereits bestehende Gesellschaft eintritt, haftet für alle Verbindlichkeiten der Gesellschaft als Gesamtschuldner. Die offene Handelsgesellschaft wird in den folgenden Fällen aufgelöst: durch den Ablauf der Zeit, für welche sie eingegangen ist, oder auch in weiteren im Gesellschaftsvertrag festgelegten Fällen; durch Auflösungsbeschluss der Gesellschafter; durch die Eröffnung der Insolvenz über das Vermögen der Gesellschaft; durch den Tod, Volluntersagung eines Gesellschafters oder Erlöschen eines Gesellschafters – eine juristische Person, sofern nicht ein anderes bestimmt ist; auf Antrag des Insolvenzverwalters, wenn ein Gesellschafter in Insolvenz erklärt wird; durch Kündigung seitens eines Gesellschafters; durch gerichtliche Entscheidung.

### Kommanditgesellschaft (KD)
Eine aufgrund eines Vertrags errichtete Gesellschaft, deren Zweck auf den Betrieb eines Handelsgewerbes unter gemeinschaftlicher Firma gerichtet ist, ist eine Kommanditgesellschaft, wenn einer oder mehrere Gesellschafter für die Verbindlichkeiten der Gesellschaft als Gesamtschuldner und unbeschränkt haften, während bei den Übrigen die Haftung auf den Betrag einer bestimmten Vermögenseinlage beschränkt ist. Der Gesellschaftsvertrag bedarf der schriftlichen Form und der notariellen Beglaubigung der Unterschriften der Gesellschafter. Die Firma einer Kommanditgesellschaft hat den Namen wenigstens eines persönlich haftenden Gesellschafters mit dem Zusatz „Kommanditgesellschaft“ (bulgarisch: „Командитно дружество“) oder „KD“ zu enthalten. Mit der Führung der Gesellschaft können ausschließlich die persönlich haftenden Gesellschafter beantragt werden. Die Kommanditisten sind von der Führung der Geschäfte der Gesellschaft ausgeschlossen; sie können einer von den persönlich haftenden Gesellschaftern gesetzten Handlung nicht widersprechen. Der Kommanditist haftet den Gläubigern der Gesellschaft bis zur Höhe der bedungenen Einlage, auch wenn sie nicht vollständig geleistet worden ist.

### Gesellschaft mit beschränkter Haftung (OOD)
Die Gesellschaft mit beschränkter Haftung kann durch eine oder mehreren Personen gegründet werden, die für die Verbindlichkeiten der Gesellschaft bis zur Höhe ihrer Stammeinlage haften. Der Gesetzgeber fordert eine Schriftform des Gesellschaftsvertrags an. Die Firma der Gesellschaft muss die zusätzliche Bezeichnung „Gesellschaft mit beschränkter Haftung“ (bulgarisch: „Дружество с ограничена отговорност“) oder die Abkürzung „OOD“ enthalten. Ist der Besitzer des Stammkapitals nur eine Person, muss die Firma die Bezeichnung „EOOD“ enthalten. Jeder Gesellschafter muss seine Einlage nach den Bestimmungen des Gesellschaftsvertrags einzahlen bzw. einbringen. Die Nichtzahlung oder das Nichteinbringen der Stammeinlage ist ein Grund zum Ausschluss eines Gesellschafters aus der Gesellschaft. Ein neuer Gesellschafter wird von der Gesellschafterversammlung auf seinen schriftlichen Antrag aufgenommen. In seinem Auftrag muss er erklären, dass er die Festlegungen im Gesellschaftsvertrag akzeptiert. Der Aufnahmebeschluss ist in das Handelsregister einzutragen. Jeder Gesellschafter ist berechtigt, an der Geschäftsführung, Gewinnverteilung teilzunehmen, über den Verlauf der Gesellschaftstätigkeit informiert zu werden, in die Bücher der Gesellschaft einzusehen, sowie das Recht auf Liquidationsanteil. Der Geschäftsanteil jedes Gesellschafters bestimmt sich nach dem Betrag der von ihm übernommenen Stammeinlage, es sei nichts anderes vereinbart ist. Die Gesellschaftsorgane sind: die Gesellschafterversammlung und der (die) Geschäftsführer(in). Die Gesellschafterversammlung besteht aus den Gesellschaftern. Der Geschäftsführer organisiert und leitet die Tätigkeit der Gesellschaft unter Beachtung der gesetzlichen Vorschriften und der Beschlüsse der Gesellschafterversammlung. Die Gesellschaft mit beschränkter Haftung wird in den folgenden Fällen aufgelöst: mit Ablauf der im Gesellschaftsvertrag bestimmten Zeit; auf Gesellschafterbeschluss, gefasst mit einer Mehrheit von ¾ des Kapitals, sofern im Gesellschaftervertrag keine größere Mehrheit vorgesehen wird; durch Fusion in einer Aktiengesellschaft oder einer anderen Gesellschaft mit beschränkter Haftung; bei Insolvenzanmeldung; durch gerichtliches Urteil in den dafür in diesem Gesetz vorgesehenen Fällen. Die Gesellschaft, deren Kapital sich in der Hand einer natürlichen Person befindet, wird mit dem Ableben derselben aufgelöst, sofern nichts anderes bestimmt wurde oder die Erben die Fortführung der Tätigkeit nicht beantragen. Wenn das Kapital Eigentum einer juristischen Person ist, ist mit ihrer Auflösung auch die Gesellschaft aufzulösen.

### Aktiengesellschaft (AD)
Die Aktiengesellschaft ist eine Gesellschaft, deren Grundkapital in Aktien zerlegt ist. Die Gesellschaft haftet den Gläubigern gegenüber mit dem Gesellschaftsvermögen. Die Aktiengesellschaft kann durch eine oder mehrere natürliche oder juristische Personen gegründet werden. Wird das Grundkapital von nur einer einzigen Person gehalten, muss die Firma die Bezeichnung „EAD“ enthalten. Der Mindestbetrag des Grundkapitals ist 50.000 Lewa. Das Grundkapital hat vollständig gezeichnet zu sein. Die Errichtung einer Aktiengesellschaft erfolgt in einer Gründungsversammlung, der alle Personen, die Aktien zeichnen, beiwohnen. Die Aktie räumt ein Stimmrecht in der Hauptversammlung der Aktionäre sowie das Recht auf Dividende und Liquidationsanteil nach Aktienbetrag ein. Für die gezeichneten Aktien sind die Aktionäre zur Leistung von Einlagen, die den in der Satzung bestimmten Teil des Aktienwertes decken, verpflichtet. Organe der Aktiengesellschaft sind: die Hauptversammlung der Aktionäre; Vorstand beim Einstufensystem oder Aufsichtsrat und Verwaltungsrat beim Zweistufensystem. In der Alleinaktiengesellschaft beschließt über Angelegenheiten, die in der Zuständigkeit der Hauptversammlung stehen, der Alleininhaber des Kapitals. Die Hauptversammlung umfasst die stimmberechtigten Aktionäre. Sie nehmen an der Hauptversammlung persönlich oder durch ihren Vertreter teil.
Die Aktiengesellschaft wird in den folgenden Fällen aufgelöst: durch Beschluss der Hauptversammlung; durch Ablauf der bestimmten Zeit, für die sie errichtet wurde; durch die Insolvenzanmeldung; durch Beschluss des Registergerichts auf Klage des Staatsanwalts, wenn die Gesellschaft gesetzwidrige Ziele verfolgt; wenn der Reinwerft des Vermögens der Gesellschaft unter das Ausmaß des eingetragenen Kapitals fällt; beschließt die Hauptversammlung nicht innerhalb eines Jahres über die Kapitalherabsetzung, die Umwandlung oder die Auflösung, so wird die Gesellschaft nach der Ordnung der Ziffer 4 aufgelöst; bleibt die Anzahl der Mitglieder eines der Räte der Gesellschaft im Laufe von sechs Monaten unter der im Gesetz bestimmten Mindestanzahl, so kann sie aufgelöst werden; bei Vorliegen anderer Gründe, die in der Satzung festgesetzt sind.

### Die Kommanditgesellschaft auf Aktien (KDA)
Die Kommanditgesellschaft auf Aktien wird kraft eines Vertrags errichtet, indem für die von den beschränkt haftenden Gesellschaftern geleisteten Einlagen Aktien ausgegeben werden. Die Zahl der Kommanditaktionäre kann nicht unter drei liegen. Die Firma der Gesellschaft muss die Bezeichnung „Kommanditgesellschaft auf Aktien“ (bulgarisch: „Командитно дружество с акции“) oder die Abkürzung „KDA“ enthalten. Die Kommanditgesellschaft auf Aktien wird durch die persönlich haftenden Gesellschafter errichtet. Ein Stimmrecht in der Hauptversammlung haben ausschließlich die Kommanditaktionäre. Der Vorstand setzt sich aus den persönlich haftenden Gesellschaftern zusammen. Jedem Gesellschafter steht ein Liquidationsanteil im Verhältnis der von ihm geleisteten Einlagen am Kapital der Gesellschaft zu.

## Handelsgeschäfte
Das Handelsgeschäft ist eine Abart von zivilrechtlichen Geschäften, das durch bestimmte Merkmale gekennzeichnet wird. Der kaufmännische Charakter des Geschäfts hängt entweder von den Parteien des Geschäfts oder von dessen Art ab. Die Handelsgeschäfte werden im Prinzip mündlich abgeschlossen. Bei einigen Geschäften verlangt der Gesetzgeber schriftliche Form. Es besteht also auch die Möglichkeit, dass die Vertragsparteien sich über eine einfache schriftliche Form oder über notarielle Beglaubigung vereinbaren.

### Handelskauf
Von Art. 318 bis Art. 341 HG liegen die Regelungen vom Handelskauf vor. Handelskauf ist jener Kauf, der nach den Vorschriften des Handelsgesetzes ein Handelsgeschäft ist (die Handelsgeschäfte sind oben erwähnt). Die Rechten und Pflichten des Käufers und des Verkäufers sind ausführlich im HG festgesetzt. Außerdem liegen im HG einige Sonderregelungen für einige Verkäufe vor – z. B. Transitverkauf, Distanzhandel, Verkauf mit zusätzlicher Spezifikation.

### Leasingvertrag
Der Leasingvertrag wird von Art. 341 bis Art. 347 HG geregelt. Der Leasinggeber ist verpflichtet, die Nutzung einer Sache gegen Entgelt anzubieten. Der Leasingnehmer hat anderseits die vereinbarte Summe zu bezahlen, meistens eine monatliche Rate. Im Prinzip wird der Leasingvertrag als Vertrag über allgemeine Bedingungen in schriftlicher Form abgeschlossen. Nach dem Verpflichtungscharakter des Vertrages lassen sich zwei verschiedene Formen des Leasings unterscheiden: das operative Leasing und das finanzielle Leasing. Mit dem Abschluss eines operativen Leasingvertrags verpflichtet sich der Leasinggeber, gegen Entgelt eine Sache zur Nutzung zu stellen. Die Parteien können vereinbaren, dass der Leasinggeber zusätzliche Dienstleistungen als Wartung und Reparatur trägt. Die zweite Art vom Leasing ist das finanzielle Leasing. Gemäß Art. 342 Abs. 2 HG verpflichtet sich der Leasinggeber mit dem Leasingvertrag von einem Dritten eine Sache solchen Bedingungen entsprechend, die vom Leasingnehmer zu bestimmen sind, zu erwerben und sie ihm zur Nutzung gegen Entgelt zu überlassen. Das finanzielle Leasing ist ein Bankgeschäft, dessen Partei eine Bank oder ein Kreditinstitut im Sinne des Gesetzes über die Kreditinstitute ist.

### Kommissionsvertrag
Mit dem Kommissionsvertrag verpflichtet sich der Kommissionär, im Auftrag vom Kommittenten in eigenem Namen und für seine Rechnung ein oder mehrere Geschäfte gegen Entgelt zu tätigen. Gegenstand des Kommissionsvertrags ist der Abschluss von einem oder mehreren Geschäften, die rechtmäßig sind und von den Parteien vereinbart wurden. Die Rechten und Verpflichtungen der Vertragsparteien sind im Gesetz ausführlich vorgesehen.

### Speditionsvertrag
Der Speditionsvertrag ist als Handelsgeschäft im Art. 1 Abs. 1 HG vorgesehen. Durch den Speditionsvertrag wird der Spediteur verpflichtet, in eigenem Namen und für Rechnung des Versenders einen Frachtvertrag gegen Entgelt abzuschließen. Der Gegenstand eines Speditionsvertrags ist der Abschluss eines Frachtvertrags.

### Frachtvertrag
Mit dem Frachtvertrag verpflichtet sich der Frachtführer, eine Person, Gepäck oder ein Gut bis zu einem bestimmten Ort gegen Entgelt zu befördern. Der Frachtführer muss die Beförderung in der festgesetzten Frist ausführen, das Frachtgut von der Übernahme bis zur Übergabe verwahren, den Empfänger über die Ankunft des Frachtgutes benachrichtigen und es ihm am Bestimmungsort übergeben. Der Absender ist verpflichtet, dem Frachtführer das Frachtgut mit den Frachtunterlagen in einem transportfähigen Zustand je nach seiner Art und den besonderen Vorschriften für die einzelnen Frachtgutarten zu übergeben.

### Bankgeschäfte
Einige Bankgeschäfte sind im HG geregelt – Akkreditiv, Bankkredit, Bankgarantie, die anderen sind im Gesetz über die Kreditinstitute geregelt. Es gibt unterschiedliche Bankgeschäften, die im Bezug auf verschiedenen Kriterien klassifiziert werden können – z. B. passive Bankgeschäfte – diese sind vor allem die von der Bank als Einlage hereingenommenen Gelder; aktive Bankgeschäfte – die Bank gewährt einer Person einen Kredit, der im bestimmten Zeitabstand zurückzuzahlen ist; Exklusivbankgeschäfte, wobei die Vertragspartei immer eine Bank ist, und nicht Exklusivbankgeschäfte, die entweder durch eine Bank oder durch ein anderes Finanzinstitut abgeschlossen werden; formale Geschäfte, die schriftliche Form verlangen; informale Geschäfte, die keine Form verlangen. Die Bankgeschäfte sind: Bankkreditvertrag, Depositenvertrag, Bankgarantie, Banküberweisung, Akkreditiv, Vertrag über die Vermietung eines Schließfaches und Bankinkasso.

### Wechsel
Der Wechsel ist ein einseitiges Geschäft, wobei die Parteien Bezogenen und Wechselzahler genannt werden. Mit dem Wechsel verpflichtet sich der Wechselzahler einen Beitrag unbedingt zu zahlen. Der Wechsel ist mit drei Personen verbunden – mit dem Wechselzahler, der zur Einlösung des Wechsels verpflichtet ist, mit dem Bezogenen, der auf ein Wechsel gezogen ist, und Wechselempfänger, den der Bezogene bezahlt. Das Wechselverhältnis entsteht aufgrund eines anderen Verhältnisses (das so genannte kausale Verhältnis). Es gibt zwei Möglichkeiten zur Übertragung des Wechsels – zivilrechtliche und handelsrechtliche. Die Rechten, die im Wechsel vorliegen, werden entweder durch universale Rechtsnachfolge (z. B. beim Tod einer natürlichen Person oder bei der Einstellung der Tätigkeit einer Gesellschaft) oder durch private Rechtsnachfolge (z. B. Testament) übertragen. Das handelsrechtliche Hauptverfahren zur Übertragung eines Wechsels ist Giro. Kraft des einseitigen Rechtsgeschäfts wird der Kreditor/Girant durch einen neuen Giratar ersetzt, wobei der Letztere solche Rechte erwirbt, die der Wechsel mit sich bringt. Der Wechsel kann entweder zur Annahme oder zur Zahlung vorgelegt werden. Die Verweigerung der Annahme oder der Zahlung muss durch Protest festgestellt werden. Laut Art. 531 des HG verjähren die wechselmäßigen Ansprüche gegen den Annehmer in drei Jahren vom Verfalltag.

### Scheck
Das ist ein Vertrag, wobei eine Bank sich verpflichtet, die von einem Aussteller ausgestellten Schecks zu zahlen. Der Aussteller verpflichtet sich, Geldmittel für die Zahlung des Schecks bereitzustellen. Die Geschäftsparteien sind die Bank/der Bezogene und der Aussteller des Schecks. Der Vertrag ist intuitu personae, d. h., dass er mit dem Tod/bzw. der Einstellung der Gesellschaft gekündigt wird. Die Ausstellung eines Schecks stellt die Übertragung des Eigentums an dem Wertpapier dar. Der Scheck gilt als ausgestellt, wenn der Scheck unterschrieben ist und übertragt wird. Die Bank kann einseitig den Vertrag kündigen, wenn der Schecks ohne Deckung ist oder der Aussteller die Scheckvordrücke nicht aufbewahrt. Wenn der Scheck schon ausgestellt ist, kann er als Wertpapier übertragen werden. Ein Scheck an Order wird durch Indossament übertragen, der Namensscheck wird durch Zession übertragen.

### Lagervertrag
Mit dem Lagervertrag nimmt der Lagerhalter gegen Vergütung Güter zur Lagerung und Aufbewahrung mit der Verpflichtung, sie dem Einlagerer oder einer anderen dazu ermächtigten Person zurückzugeben, an. Der Gesetzgeber fördert eine schriftliche Form für dieses Geschäft und auch dessen Eintragung ins Lagerregister an. Im HG ist eine spezielle Verjährungsfrist in Verbindung mit dem Schadenersatz vorgesehen. Die Ansprüche gegen den Lagerhalter wegen Verlustes, Minderung oder Beschädigung verjähren in einem Jahr. Die Verjährung beginnt an dem Tage der Rückgabe der hinterlegten Sache. Auf Verlangen des Einlagerers muss der Lagerhalter einen Lagerschein für das in Empfang genommene Gut ausstellen.

### Lizenzvertrag
Mit dem Lizenzvertrag räumt der Lizenzgeber, der Rechtsinhaber von Erfindungen, Gebrauchsmuster, Geschmacksmuster, Handelsmarke, Topologie integrierter Schaltkreise oder Betriebserfahrung dem Lizenznehmer gänzlich oder teilweise seine Nutzung gegen Vergütung ein. Mit dem Sublizenzvertrag kann der Lizenznehmer einer ausschließlichen Lizenz das Nutzungsrecht an dem Lizenzgegenstand einem Dritten abtreten. Der unbefristete Lizenzvertrag kann durch schriftliche Mitteilung einer der Parteien gekündigt werden. Ist im Vertrag keine Kündigungsfrist bedungen, so beträgt sie sechs Monate; der Lizenzgeber kann den Vertrag jedoch nicht vor Ablauf des ersten Jahres seiner Laufzeit kündigen.

### Vertrag über Warenkontrolle
Mit dem Vertrag über Warenkontrolle verpflichtet sich der Kontrolleur, aufgrund seiner besonderen Kenntnisse einen objektiven Vergleich zwischen dem geforderten und dem tatsächlichen Zustand einer Ware oder Dienstleistung durchzuführen oder nur ihren Zustand gegen Vergütung festzustellen.

### Schließfachmietvertrag
Mit dem Schließfachmietvertrag stellt der Vermieter dem Mieter für eine bestimmte Frist gegen Entgelt die Nutzung eines Schließfachs im überwachten Raum zur Verfügung.

## Insolvenzverfahren
Die Insolvenz wird in Bulgarien als eine Art universeller Zwangsvollstreckung angesehen und ist im Handelsgesetz geregelt. Der Insolvenzschuldner muss eine kaufmännische Eigenschaft haben, weil ein Insolvenzverfahren in Bulgarien nur gegenüber Kaufleuten eröffnet werden kann. Eine Kapitalgesellschaft ist dann überschuldet, wenn deren Vermögen nicht ausreicht, all ihre Geldverbindlichkeiten zu begleichen – Art. 742 Abs. 1 HG.
Das Insolvenzverfahren hat zwei alternative Ziele – eine Unternehmenssanierung mit einer Fortsetzung der Gesellschaft oder eine Befriedigung der Gläubiger. Berechtigt, das Insolvenzverfahren zu beantragen, sind folgende Subjekte: der Schuldner selbst, der Liquidator; jeder Gläubiger aus einem Kaufgeschäft; ein Mitglied des leitenden Organes bei einer Kapitalgesellschaft; die Eintragungsagentur. Über die Eröffnung von Insolvenzverfahren hat das Gericht zu entscheiden. Um die Insolvenzgläubiger nicht zu benachteiligen, ist im bulgarischen Insolvenzverfahren der Insolvenzverwalter dafür zuständig, die Insolvenzmasse zu sichern und diese auch zu vermehren. Das Verfahren zur Sanierung eines Handelsunternehmens in der Insolvenz ist in den Art. 696 bis Art. 709 HG geregelt. Der Sanierungsplan ist eine Quelle neuer Rechten und Pflichten. Der durch das Gericht bestätigte Sanierungsplan ist sowohl für die Gläubiger (auch für die, die dem Sanierungsplan nicht zugestimmt haben) als auch für den Schuldner verbindlich. Der Sanierungsplan formt die Forderungen endgültig um. Mit der Bestätigung durch das Gericht wird das Insolvenzverfahren eingestellt. Das Gericht erklärt die Insolvenz durch einen Gerichtsbeschluss. Der Gerichtsbeschluss über die Insolvenzerklärung wirkt allen gegenüber und unterliegt einer sofortigen Vollstreckung. Nachdem das gesamte Insolvenzvermögen in Geld umgewandelt wird, beginnt der Insolvenzverwalter mit seiner Verteilung. Die Verteilung läuft unter der Aufsicht des Gerichts. Mit der Verwertung wird der Insolvenzverwalter beauftragt. Dadurch werden alle zur Insolvenzmasse gehörenden Immobilien und Sachen ganz oder teilweise, dingliche oder sonstigen Rechte ins Geld umgesetzt. Das Verfahren zur Verteilung des Insolvenzvermögens im Rahmen des bulgarischen Insolvenzverfahrens ist in den Art. 722 ff. HG geregelt und stellt eine gesetzlich bestimmte Ordnung der Insolvenzgläubiger. Grundlage für die Durchführung des Verteilungsverfahrens ist die vom Insolvenzverwalter ausgestellte Verwertungsrechnung. Das verwertete Vermögen wird unter den Gläubigern nach einer gesetzlich vorbestimmten Reihenfolge verteilt.